# Euphyia inquinata
Euphyia inquinata är en fjärilsart som beskrevs av Walker 1863. Euphyia inquinata ingår i släktet Euphyia och familjen mätare. Inga underarter finns listade i Catalogue of Life.